# Bruno Pradal
Bruno Jacques Marie Darius Pradal (* 17. Juli 1949 in Rabat, Marokko; † 19. Mai 1992 bei Saran) war ein französischer Schauspieler.

## Leben
Bruno Pradal begann seine Karriere 1970 im Kinofilm Aus Liebe sterben von Regisseur André Cayatte an der Seite von Annie Girardot. Dieser Film wurde 1972 für den Golden Globe nominiert. Pradals nächste größere Rollen waren 1972 im Kriegsfilm Hellé von Roger Vadim und in der Krimikomödie Nur eine Frage der Zeit von Jean Delannoy.
Im Jahr 1974 wurde Bruno Pradal international bekannt, als er in der Serie Die Grashüpfer den Flugpionier Edouard Dabert spielte. In dieser Rolle war er auch in den Fortsetzungen Ritter der Lüfte (1978), Eroberer des Himmels (1980) und Bezwinger der Kontinente (1982) zu sehen. Er spielte auch in weiteren Fernsehserien wie Vérificateur (1979), Les vent des moissons (1988), Allô, tu m’aimes (1988) und Destin du docteur Calvet (1989) mit, in denen er aber nicht mehr an seinen Erfolg von Die Grashüpfer anknüpfen konnte. Es folgten etliche Fernsehfilme wie das Cocteau-inspirierte Mysterydrama Une petite fille dans les tournesols, in dem er den als tot geltenden Ehemann von Claude Jade spielte, die für ihn das Totenreich betritt. Der Fernsehfilm gewann 1985 den Prix des auteurs. Im Jahr 1985 war er im deutschen Kinofilm Novembermond von Alexandra von Grote zu sehen. Danach trat er vornehmlich am Theater auf, unter anderem  erneut neben Claude Jade in der Uraufführung von Catherine Decours’ Regulus 93.
Im Jahr 1992 kam Bruno Pradal bei einem Autounfall bei Saran ums Leben. Er hinterließ Ehefrau Joelle und zwei Töchter.

## Filmografie (Auswahl)
- 1970: Aus Liebe sterben (Mourir d’aimer) – Regie: André Cayatte
- 1972: Nur eine Frage der Zeit (Pas folle la guêpe) – Regie: Jean Delannoy
- 1973: Quelques messieurs trop tranquilles – Regie: Georges Lautner
- 1977: Möwen mit weißen Schwingen (Une fille cousue de fil blanc) – Regie: Michel Lang
- 1980: Strafkommando Charlie Bravo (Charlie Bravo)
- 1985: Une petite fille dans les tournesols – Regie: Bernard Férié
- 1985: Novembermond
- 1987: La rumba
- 1988: Adieu je t’aime – Regie: Claude Bernard-Aubert
- 1990: Kommissar Moulin (Commissaire Moulin; Fernsehserie, 1 Folge)
- 1991: L’éternité devant soi – Regie: Stéphane Bertin
- 1992: Dis maman, tu m’aimes? – Regie: Jean-Louis Bertuccelli